# Authorization for Use of Military Force Against Terrorists
Die Authorization for Use of Military Force (AUMF; deutsch Genehmigung zum Einsatz militärischer Gewalt) ist ein Gesetz der Vereinigten Staaten, welches dem Präsidenten die Erlaubnis erteilt, im Kampf gegen den Terrorismus die Streitkräfte einzusetzen. Das Gesetz wurde vom Kongress am 14. September 2001 als Antwort auf die Anschläge vom 11. September 2001 im Kongress mit nur einer Gegenstimme verabschiedet (Senat: 98:0, Repräsentantenhaus: 420:1). Es beinhaltet eine breite Vollmacht für den Präsidenten, alle „notwendige und angemessene Gewalt“ gegen jeden einzusetzen, der nach seinem Ermessen die Angriffe am 11. September 2001 „plante, autorisierte, durchführte oder unterstützte“ oder solchen Personen oder Gruppen half. Das Gesetz wurde mit der Unterzeichnung durch den Präsidenten am 18. September 2001 rechtskräftig.
Es führte in 39 Fällen zur Militär-Intervention in 14 Staaten. Nachdem die Regierung Trump im Januar 2017 die Amtsgeschäfte übernommen hatte, brachte die Abgeordnete Barbara Lee mit Unterstützern in beiden großen Parteien einen Zusatzantrag ein, der, gekoppelt an die Zustimmung zum Verteidigungshaushalt 2018, AUMF beende.
Am 17. Juni 2021 verabschiedete das Repräsentantenhaus die Aufhebung des Gesetzes.